# Sân vận động Ennio Tardini
Sân vận động Ennio Tardini (tiếng Ý: Stadio Ennio Tardini), thường được gọi là Il Tardini, là một sân vận động bóng đá ở Parma, Ý. Sân nằm gần trung tâm Parma, giữa trung tâm thị trấn và các bức tường của thành phố. Đây là sân nhà của Parma Calcio 1913. Sân vận động được xây dựng vào năm 1923 và được đặt theo tên của một trong những cựu chủ tịch Parma, Ennio Tardini. Đây là sân vận động bóng đá lớn thứ mười chín ở Ý và lớn thứ hai ở Emilia-Romagna với sức chứa 22.352 khán giả. Đây cũng là sân vận động bóng đá lâu đời thứ sáu của Ý vẫn còn được sử dụng.
Sân đã được mở rộng đáng kể dưới quyền sở hữu của Parmalat đối với câu lạc bộ bóng đá ở đây vào thập niên 1990, khi sức chứa của sân được tăng từ 13.500 người lên 29.050 người. Vào năm 2006, sức chứa đã giảm xuống còn 27.906 chỗ ngồi mặc dù chỉ có 21.473 người được phép vào sân để tham gia các sự kiện toàn chỗ ngồi và thậm chí sức chứa này rất hiếm khi được lấp đầy. Việc mở rộng chỉ được cho phép khi có một số trận đấu của Ý được diễn ra tại Tardini. Kế hoạch mở rộng sân đã được tiết lộ trong cuộc đấu thầu của Ý cho Euro 2016 và sẽ làm cho sức chứa chính thức của sân vận động được tăng lên 31.397 chỗ ngồi, nhưng Ý đã thất bại trong việc giành quyền đăng cai.